# 油圧モーター

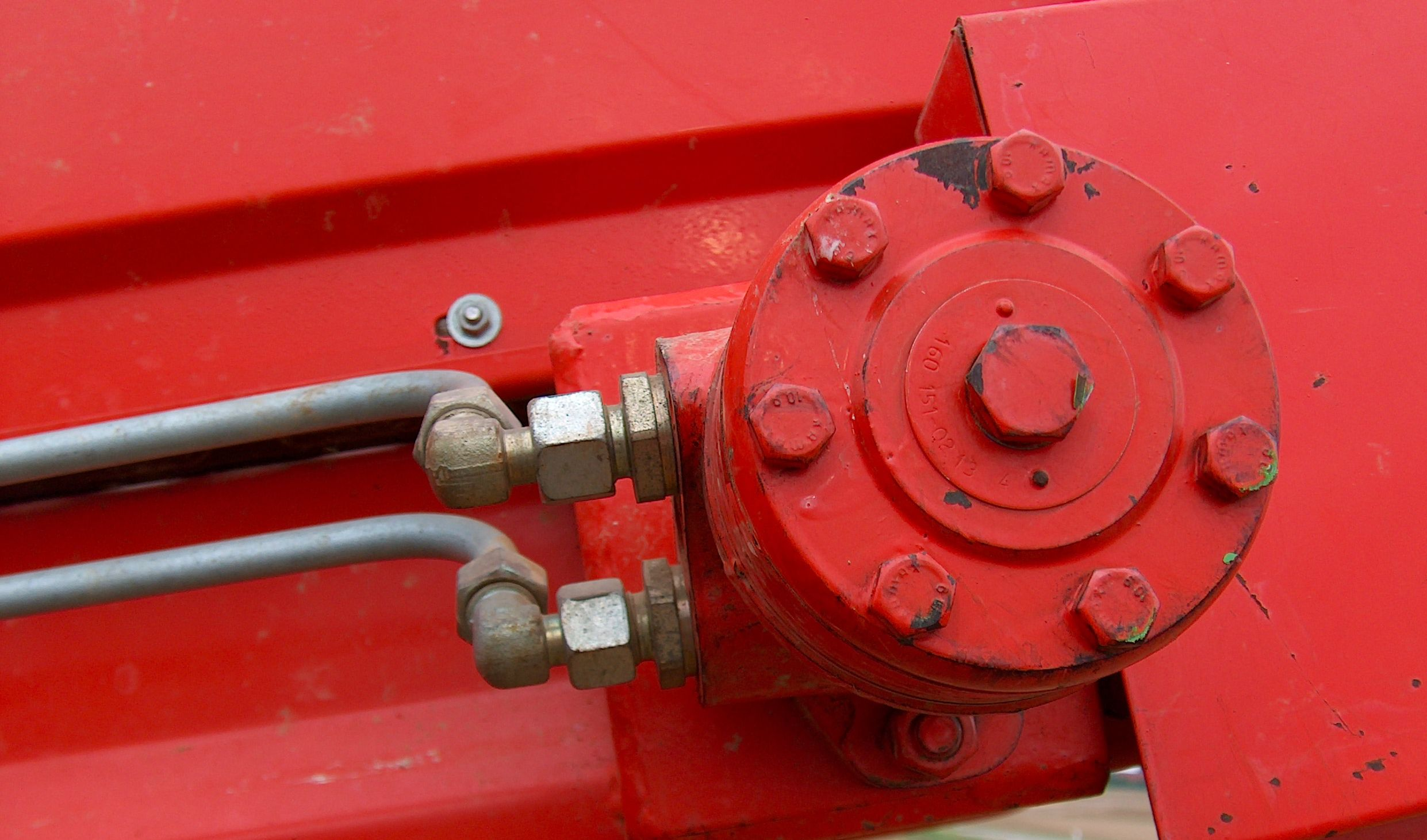
油圧モーター、見えない側に回転軸がある

油圧モーター（ゆあつモーター）とは、油圧ポンプを動かして得た圧油を一次側から供給し、二次側から排出することで、軸の回転運動をとりだす圧力モーターの一種である。
一次側と二次側を入れ替えることで逆回転することも可能である。供給する油の圧力を制御することで、トルクの制御が可能であり、また供給する油の流量を制御することで、出力（軸の回転速度）を制御することができる。

## 特徴
- 長所：小型軽量の割りに大きなトルクと出力を発揮する（トルク慣性比が大きい）ため、応答性がよい。過負荷で停止した場合でもリリーフ弁の働きにより、損傷が起こりにくい。
- 短所：動力伝達効率が低い。騒音が大きい。起動時や低速時に円滑な運転ができない。作動油の油温変化で性能が異なる場合がある。圧力回路にゴム製のホースやシールが含まれる場合には、それらのメンテナンスが必要。

## 種類
- 歯車モーター
- ベーンモーター
- アキシアルピストンモーター
- ラジアルピストンモーター
- トロコイドモーター

## 用途
- 静油圧式無段変速機
- 油圧機械式無段変速機
- 各種産業機械の駆動（回転運動）
- 建設機械、農業機械、特殊自動車のアタッチメント操作や走行
- ウインチ

## 参考リンク
- "アクチュエータ 油圧モータと油圧シリンダ" (PDF) （知りたい油圧講座4、株式会社不二越）